# ウェスト・ピア
ウェスト・ピア（英: West Pier, "西桟橋"）はイングランドのブライトンにある廃墟化した桟橋。ユージェニアス・バーチによってデザインされ、1866年にオープンした。イングランドの桟橋として初の等級I指定建築物であるにもかかわらず、1975年の閉鎖以後、打ち捨てられ、現在は鉄筋が部分的に残っているだけである。
この桟橋は、1860年代の娯楽用の桟橋ブームの折、ブライトンへの観光誘致のためにデザインされ建てられたもので、1823年オープンのロイヤル・サスペンション・チェイン・ピアにに次ぐブライトンでは二番目の桟橋だった。1893年に延長され、1916年にはコンサートホールが建てられている。ピーク時である1918年から1919年の間には200万人の旅行者を迎えたこの桟橋も、第二次世界大戦後には人気を失い、コンサートホールも遊園地や喫茶店に置き換えられた。1965年、地元企業が所有権を取得するも、維持費の増大に耐えられず、破産した。
1975年にこの桟橋は閉鎖され、徐々に崩壊していくことになる。2002年の嵐により大部分が海に落下し、2003年の2件の放火とみられる火災により残っていた部分も破壊され、イングリッシュ・ヘリテッジにより修復不可能を宣言された。2010年、ブライントンi360建設に伴い一部が解体され、その後さらに嵐によるダメージを受けている。ウェスト・ピアには様々な再生計画があるものの、一部の計画は地域住民が反対しており、近くのブライトン・パレス・ピアのオーナーも、不正競争であると反対している。

## 歴史

### 19世紀

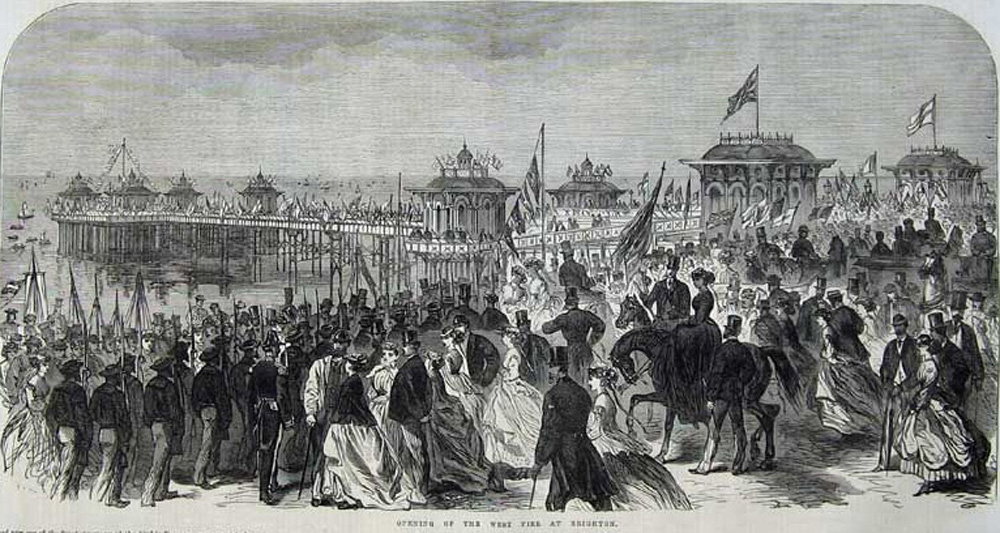
『イラストレイテッド・ロンドン・ニュース』よりウェスト・ピアのオープン

ウェスト・ピアは1860年代の娯楽用の桟橋ブームの折に建てられたもので、建築家のユージェニアス・バーチにより海浜の旅行者へ新鮮な潮風を楽しんでもらうためにデザインされた。1860年代にはイギリスで22基の桟橋が建てられている。近くのリージェンシー・スクウェアの住人の中には、このピアの入場受付によって彼らの家からの海の景色が台無しされると反対したものもいたが、この桟橋は町の資産価値を上げるとみなされ、計画は承認された。ピアは1863年に建築が始まり、1866年10月6日、一般オープンされた。

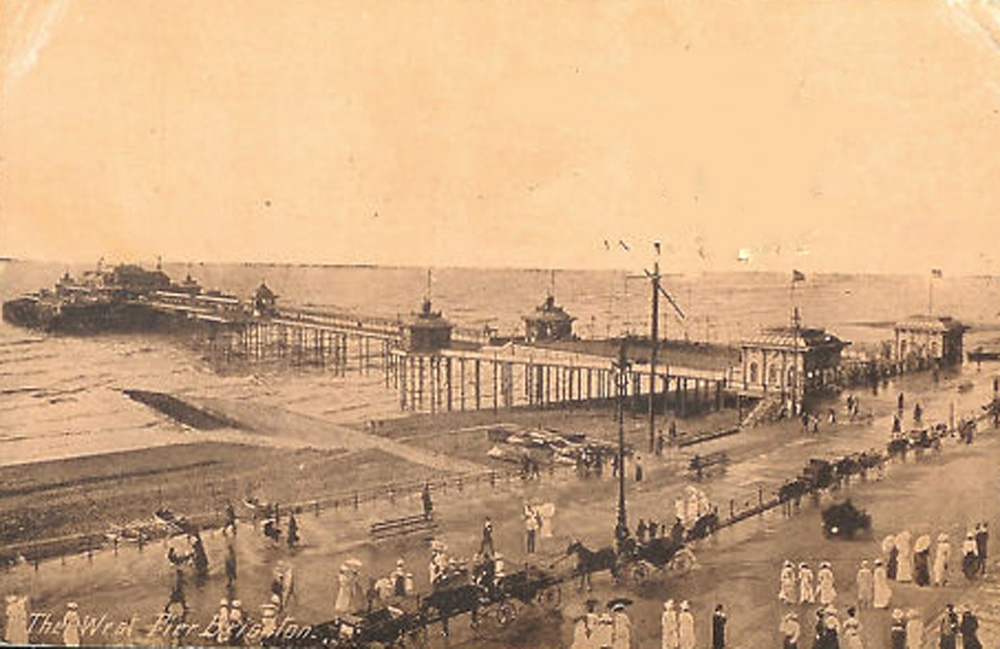
1900年頃。この頃に中央の野外ステージと全体を覆う雨避けがつけられた。突端部には1893年オープンの別館がある。

この桟橋は長さ340メートル、突端部で幅94メートルであり.、鋳鉄の柱が海底に打ち付けられている。上部構造の鉄骨はロバート・レイドローが製作し、「オリエント」スタイルになっている。オープン時には、ガスランプで蛇を象った装飾がされたが、これは、近くのロイヤル・パビリオンの影響である。この桟橋には、複数の装飾的な建物、二つの入場受付があり、突端にはガラス製の雨避けがつけられていた。
1893年、バーチの甥のペラグリンの監修により、突端部が拡張され、1400人を収容できる別館が建てられた。1896年にロイヤル・サスペンション・チェイン・ピアが嵐により倒壊してから1899年にブライトン・パレス・ピアが建てられるまでの間、ウェスト・ピアはブライトン唯一の桟橋であった。

### 20世紀

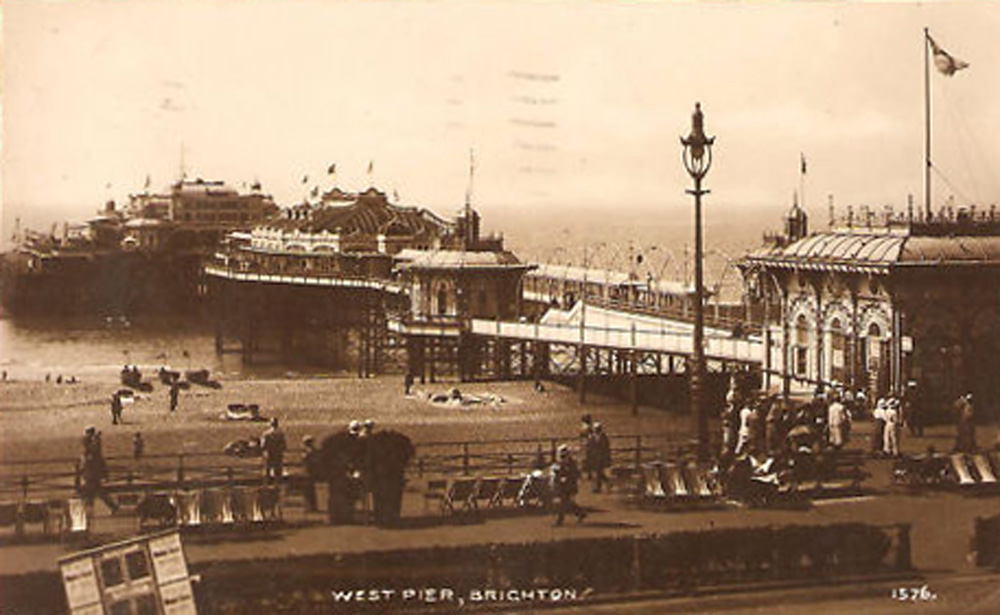
1920年頃 。1916年に新しいコンサートホールが建てられ、1918年から1919年には200万人の入場者を記録

1900年4月、HMSデスペラートから、7人の水兵が荒天のため投げ出され、この桟橋にたどり着いた。
20世紀初頭、この桟橋の目的は潮風から公衆娯楽へと置き換わった。20世紀初頭に、ウェスト・ピアは最高入場者数を記録し、1910年から1911年には150万人が訪れている。第一次世界大戦の始まりにより、訪問者数は減少するが、戦後は増加に転じ、1918年から1919年の間には200万人の旅行者を迎えることになる。
パレス・ピアとの競争のため、地元の設計事務所クレイトン&ブラックのデザインによる新しいコンサートホールが建てられることになり、1914年から16年にかけて、古い野外ステージが取り壊された。鋳鉄アーチにより建てられた八角形の大規模コンサートホールは、1916年4月20日、退役兵によるブラスバンド「キングズ・ロイヤル・ライフルズ」のコンサートによりオープンした。1920年には、ピアの歳入の43パーセントはコンサートのチケットの売り上げとなっている。パレス・ピアが旅行者の利用が多かった一方で、ウェスト・ピアは地域住民に愛されていた。1932年、ホールに屋上デッキが新設された。第二次大戦中、中央のデッキが敵の上陸を防ぐために取り除かれたが、この頃からその人気に陰りが見え始める。

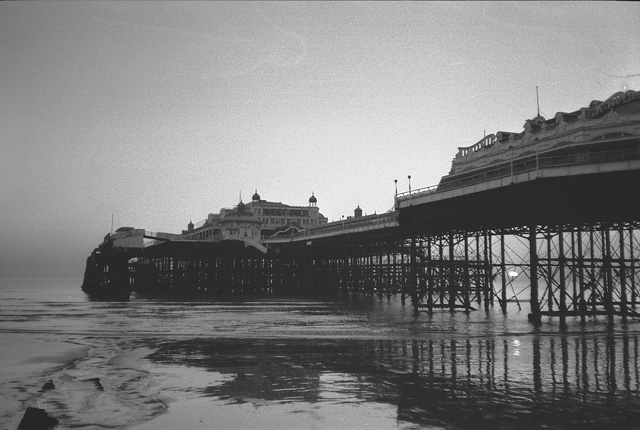
1973年。1970年、安全上の懸念のため閉鎖

1944年11月26日、英空軍のホーカー タイフーンがウェスト・ピアに衝突、海岸に墜落し、パイロットは頭を負傷した。このタイフーンは、VIPのフライトの護衛であった。
1950年代初頭になって、コンサートホールは喫茶店、シアター、レストランに改装された。同じ頃に遊園地も増設された。1960年代には、ウェスト・ピアは財政問題に直面する。1965年、海辺のホテルや娯楽施設を所有する会社に購入されたが、同社は増大する維持費に対応することができなかった。一部の木製・鉄製の部材が海岸に落下し、1970年には安全上の懸念のため突端部が閉鎖された。1969年、ウェスト・ピアは等級II指定建築物となり、ブライトン市は緊急の修復を通告したが、所有会社にはそれに対応する余裕はなく、自己破産をした。1975年、ブライトン市コーポレーションが買い取りを拒否し、ウェスト・ピアはクラウン・エステートとなって、残部も閉鎖された.。

## 再生計画

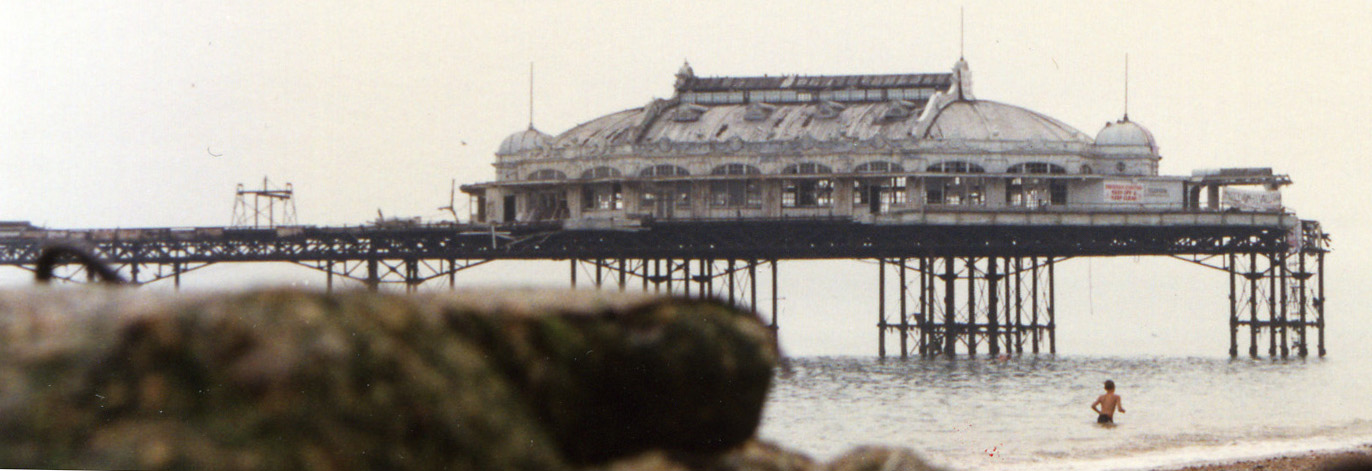
1995年

ウェスト・ピアの再生の試みは何度かあり、サポーターは市がブライトン・マリーナの開発により興味を持っていることに不満を唱えている。1982年、ウェスト・ピアは等級I指定建築物となった。ピアを救うためにウェスト・ピア・トラストが設立され、1983年トラストは市から100ポンドでピアを買い取った。しかしながら、市は再オープンのために緊急の修理費として80万ポンド不可欠であるとした。60メートルの観覧車の設置を伴う再建計画は、支援者の破産により失敗した。
1987年、サイクロンにより、ピアはダメージを受け、1991年には安全上の理由で陸からの通路が取り除かれた。1990年代を通じて、ウェスト・ピア・トラストは、ピアへの定期ツアーを継続していた。1998年、イギリスの公営宝くじがピア再生1400万ポンドの寄付を約束したが、トラストは再生のための適当なパートナーを見つけられなかった。財務的に自立しているパレス・ピアのオーナーは、この再生計画は不正競争であると主張している。イングリッシュ・ヘリテッジはウェスト・ピアをイギリスで最も危険にさらされた等級I指定建築物だとみなしている。

### 崩壊へ
2002年12月29日、嵐によりピアのコンサートホールとパビリオンの間の道が海に崩落した。翌月には、桟橋中ほどのコンサートホールが倒壊した。

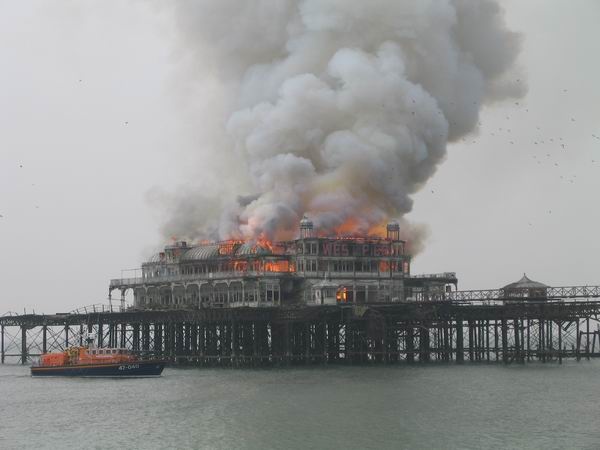
2003年3月の火災

2003年3月28日、突端部の別館から火の手が上がった。通路はすでに寸断されており、消防士が別館へたどり着くことを阻まれ、建物を救うことはできなかった。火災調査官も安全上の理由から別館に行けなかったため、火災の原因は不明であるものの、放火だとみられている。2003年5月11日から12日、やはり放火とみられるより大規模な火災が、コンサートホールの残部を焼き尽くした。
2004年6月23日の強風によりコンサートホールのあったピア中央部は完全に崩壊し、翌月、イングリッシュ・ヘリテッジは修復不能を宣言した。
ウェスト・ピア・トラストは再生を諦めていないものの、2004年1月、文化財宝くじ基金は「リスクとコストが大きすぎる」といってこれ以上の資金提供を拒んだ。2010年2月からブライントンi360建設に伴ってピアの一部が解体された。2014年2月、悪天候によってかつての突端部一部が水没して遺構は二分され、残ったうちの東側も波にさらわれた。この鉄骨の一部は回収されて、ブライトン漁業博物館で展示されている。2016年2月や2022年11月のストーム・クラウディオの襲来時にもピアの崩壊が発生した。
i360の建設によって、ウェスト・ピアがかつてあった場所での再建への関心が呼び起された。ウェスト・ピア・トラストは2026年のピアの160周年の希望を抱いているが、2016年10月にピアの残骸からの再建は非現実的だと結論した。
2019年にはトラストは1996年に回収したヴィクトリア朝期のウェスト・ピアの売店の再生を模索している。これには、75万ポンドかかり、クラウドファンディングを含めた資金調達手段を考えている。シティ・パートナーシップというブライトンの組織は、新しい無料で入場できるピアをもとの場所に再建し、パレス・ピアを補完するものにするという計画を提案しているが、トラストは非現実的だと反対している。

### プロジェクションマッピング

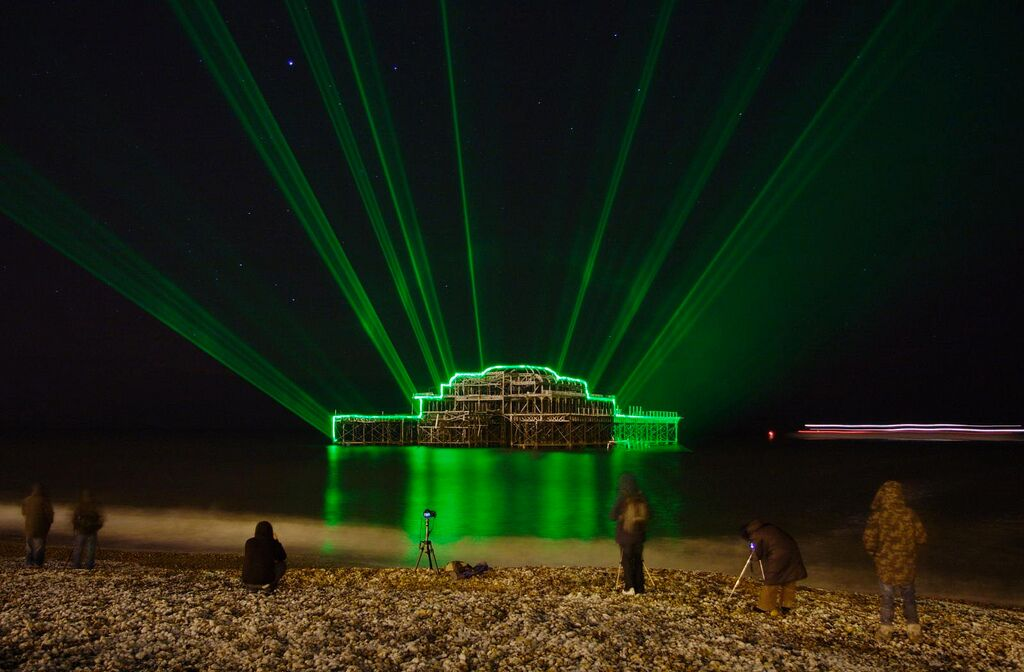
2010年のプロジェクションマッピング

2010年2月10日、ウェスト・ピアの残骸にフランスのスタジオ・「クリエイトモスフィア」によって、プロジェクションマッピングが施された。これはタイガー・ビールによる寅年の春節祝いのプロモーションの一環であった。